# Bakandesso-Sogbeni
Bakandesso-Sogbeni est une localité située au nord-ouest de la Côte d'Ivoire, chef-lieu de commune, appartenant au département de Touba, dans la Région du Bafing.